# Cochliobolus heteropogonis
Cochliobolus heteropogonis är en svampart som beskrevs av Alcorn 1990. Cochliobolus heteropogonis ingår i släktet Cochliobolus och familjen Pleosporaceae.   Inga underarter finns listade i Catalogue of Life.